# Sîbawayh
Œuvres principales
- Al-kitâb (Le Livre)

Sībawayh (en persan : سيبويه, Sībawayh) est un grammairien de langue arabe et d’origine perse, né probablement à Bayzâ près de Chiraz aux environs de 760 et décédé jeune, entre 32 ans et la quarantaine, vers 796 dans le Fars. Il est considéré comme le plus important des grammairiens arabes en raison de son livre, connu sous le titre de Livre de Sibawayh (Kitāb Sībawayh), ou tout simplement al-Kitāb ("Le Livre"), auquel font référence tous les grammairiens postérieurs. Les érudits de Basra et Kufa le considérèrent très vite comme la référence fondamentale en matière de science grammaticale, et il passe à ce titre pour un membre éminent de l'école de Basra.

## Al-kitâb(Le Livre)
Al-kitâb est une œuvre du linguiste persan Sîbawayh : ce premier livre systématique coordonne et écrit les règles de l'arabe. Al-Jahiz lui a dit que « personne n'écrivit jamais un livre de grammaire qui ait une aussi grande valeur que le sien ».

## Bibliothèques
- Silvestre de Sacy, Antoine Isaac. Anthologie grammaticale arabe. Paris 1829.
- Derenbourg, Hartwig (ed.) Le livre de Sibawaihi. 2 vols. Paris 1881-1889.
- (de) Jahn, Gustav. Sībawaihis Buch über die Grammatik übersetzt und erklärt. Berlin 1895-1900.
- (de) Schaade, A. Sībawaihi’s Lautlehre. Leiden 1911.
- (ar) Abd al-Salām Hārūn, M. (ed.) Kitāb Sibawayhi. 5 vols. Cairo 1966-1977.
- (en) Owens, J. The Foundations of Grammar: An introduction to Medieval Arabic Grammatical Theory. Amsterdam and Philadelphia: John Benjamins Publishing Company 1988.  (ISBN 90-272-4528-2).
- (en) Al-Nassir, A.A. Sibawayh the Phonologist.London and New York: Keegan Paul International 1993.  (ISBN 0-7103-0356-4).
- (en) Edzard, L. "Sibawayhi's Observations on Assimilatory Processes and Re-Syllabification in the Light of Optimality Theory", in: Journal of Arabic and Islamic Studies, vol. 3 (2000), p. 48-65. (version PDF; version HTML; version HTML Unicode)
- Carter, M.G. Sibawayhi. London and New York: I.B. Tauris 2004.  (ISBN 1-85043-671-1).